# Limax Hudlagod
Limax Hudlagod (v starejšem slovenskem prevodu Branka Gradišnika Comodos Toastwamp, v izvirniku angleško Horace Slughorn) je izmišljena oseba iz serije Harry Potter pisateljice J. K. Rowling.
Je debelušen in plešast čarovnik, ki je nekoč učil na Bradavičarki, a je v Harryjevem času že mnogo let upokojen. Bil je predstojnik Spolzgada. V Princu mešane krvi Dumbledorju kot po navadi manjka en učitelj. S šestnajstletnim Harryem ga prepričata, da se spet vrne na Bradavičarko. S profesorjem Rawsom, ki je prej poučeval čarobne napoje, se zamenjata in Raws uči obrambo pred mračnimi silami, Hudlagod pa čarobne napoje.